# Pál Jávor
Pál Jávor, född 31 januari 1902 i Arad, Österrike-Ungern, död 14 augusti 1959 i Budapest, Ungern, var en ungersk skådespelare. Under 1930-talet och första hälften av 1940-talet var han en av Ungerns mest populära filmskådespelare.

## Filmografi, urval
- 1931 – Hyppolit a lakáj
- 1939 – Kärlekens slavar
- 1940 – Rätten till kärlek
- 1951 – Caruso, storsångaren